# Pont-sur-Vanne
Pont-sur-Vanne település Franciaországban, Yonne megyében. Lakosainak száma 205 fő (2022. január 1.). Pont-sur-Vanne Fontaine-la-Gaillarde, Les Clérimois, Les Vallées de la Vanne és Villiers-Louis községekkel határos.

## Népesség
A település népességének változása:
| Lakosok száma | 190  | 190  | 200  | 194  | 192  | 188  | 184  | 195  | 205  |
|               | 2013 | 2015 | 2016 | 2017 | 2018 | 2019 | 2020 | 2021 | 2022 |